# École pratique des hautes études

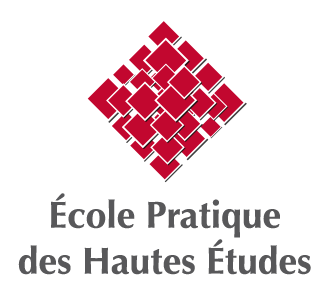
logo

De École pratique des hautes études (EPHE) is een universiteit in Parijs en maakt deel uit van de universiteit Sorbonne. EPHE werd in 1868 bij decreet van de minister van onderwijs Victor Duruy gesticht. De universiteit bevindt zich op verschillende locaties in Parijs en heeft ook vestigingen in Montpellier, Bordeaux, Marseille, Lyon, Grenoble en Dijon.
De school is verdeeld in drie secties:
1. aard- en levenswetenschappen
2. geschiedenis en taalwetenschappen
3. godsdienstwetenschappen.

## Aan de EPHE verbonden personen (vroeger en nu)
| - Jacques Bacot - Roland Barthes - Soheib Bencheikh - Claude Bernard - Marcellin Berthelot - Anne-Marie Blondeau - Édouard Branly | - Fernand Braudel - Paul Pierre Broca - Katia Buffetrille - Pierre Teilhard de Chardin - Georges Dumézil - Jean Favier - Lucien Febvre | - François Furet - Bronisław Geremek - Gustave Guillaume - Gabriel Hanotaux - Alfred Jeanroy - Matthew Kapstein - Alexandre Kojève | - Alexandre Koyré - Bernard Lazare - Claude Lévi-Strauss - Gaston Maspero - Marcel Mauss - Fernand Meyer - Henri Moissan | - Louis Robert - Émile Roux - Ferdinand de Saussure - Kristofer Schipper - William Henry Waddington - Guy Quaden - Iannis Xenakis |